# Ладовіра
Ладовіра — неоязичницький культ українців, ідейно оформлений у працях О. Шокала та Ю. Шилова, зокрема в журналі «Український світ», що видається з 1992 року.

## Мета
- Відновити дохристиянські вірування українців на сучасному історичному етапі
- Довести, що українці — прадавня нація, наші предки заснували колиску європейських цивілізацій Оріану, відкіля розповсюдилися знання і стали досягненнями європейських цивілізацій

## Зміст
Ладовірство виникло в другій половині XX ст. на ґрунті інтересу до національних вірувань і традицій давнього, дохристиянського періоду історії України. Засновники цих культів виходять із того, що тільки язичницькі дохристиянські культи є природними для менталітету українця, і намагаються систематизувати, реформувати їх, пристосувати до сучасних умов. Представники цих культів наголошують на особливому місці України та українців у світовій історії та підкреслюють національний характер своєї релігії на противагу релігіям світовим .
Ладовіра (синонім — ладовірство) — політеїстична релігія. Головна фігура ладовіри — Всеєдиний Дух Світла - Орь , але також шануються інші Боги та Богині. 
Згідно з цим віровченням, світом керує Універсальний Закон, який зветься "Лад". Зло — порушення Ладу. 
Майже усі Боги мають свій відповідник у Богинь, а всі Богині — у Богів. Жіночим відповідником Всеєдиного Духа Світла Ора, є його мати — Всеєдина Мати Землі й Духу - Оранта, а відповідником Ладу - Лада.
У вченні ладовірства Космос розглядають як єдність двох взаємопов’язаних первнів – чол. (твор. і духов.), що є Вогнем, Небом і Часом, й жін. (відтворюючого і матеріал.), яким є Вода, Простір і Земля . 
Засобом гармонізації людського життя з ритмами космічної енергії тут виступають спеціальні обряди. Небесним і земним тотемом — першопредком України, згідно з Ладовірством, є журавель і явір.

## Ладовірство і дохристиянська українська міфологія
У Валерія Войтовича читаємо
Отець Ор мав двох дочок, та таких вродливих, наче богині з якогось іншого світу. За прадідівським звичаєм, вийшов одного разу він у широкий степ, глянув на всі боки довкілля, але не знайшов там мужів, гідних величі й слави майбутньої Оріани. Багато років стояв отець Ор з піднятими до неба руками й молив Бога:
— Дажбоже наш, ти досконалий розум світу. Ти об’єднав дух з тілом. Ти дав можливість бачити щастя тілесне в щасті духовнім. Шляхи твої, даровані людині, воістину великі й святі. Заопікуйся, Дажбоже наш, щоби діти мої народили щастя своє і надію свою, щоб вічнів рід синів і доньок твоїх, в ім’я світлого дня, твого безсмертя. Слава тобі, всюдисущий і милосердний господи Дажбоже, і нині, і завжди слава!
І така була велика святість отця, що його молитва була почута. Тайною любові й краси, безмежності й вічності зійшов Дажбог на землю і своїм чарівним золотосяйним святим духом запліднив дочок отця Оря. Сам Велес, бог достатку, погодився тоді прийняти пологи. Зраділи діви-рожаниці:
— Бог зійшов межи нас. І будуть після нас діти та внуки Дажбожі вічно, на благо і на славу могутнього Роду, в ім’я святого духа предків.
Так народилися Дажбожі діти Оріани, майбутньої Русі — квітучої колиски Матері-Землі, осяяної життєдайним промінням лагідного сонця .
І далі
В праоріїв Ор — це всеєдиний дух світла, уособленням якого було сонце. Сур’яград первісна назва града Кия, що означало місто Сонця. 
Вчені доводять, що від слова сур’я виникло слово сар, а згодом — цар. Навесні тут найраніше воскресає земля, найраніше на пагорбах тане сніг і все навкруги покривається цвітінням квітів і трав. Наші діди-прапрадіди не любили камінь за його холод — дерево тепліше і рідніше. І був Сур’яград славний храмами й домами з дерева. Доми були покриті соломою, очеретом, стіни — з глини, лози й дубових балок. Дуб — священне дерево бога Перуна. Наші пращури вірили, що в дубових домах живе дух предків, а тому в них народжуватимуться мужні воїни, захисники рідної землі. В домах були печі, які й тепер є в наших хатах. На лежанках лежали шерстяні покривала, соболеві хутра, а на долівках хутра ведмежі...
І дівчата-оріаночки були найпрекрасніші у світі. Вони любили й шанували красу душі й тіла. Свої глиняні хатини причепурювали квітами, пахучими травами, уквітчували зеленню. Вони носили перстені, намисто, браслети, оздоблені золотом і дорогоцінним каменем. Це були перші у світі жінки, які одягнули вовняні й лляні сукні. Крій їхнього одягу пізніше перейняли грекині, юдейки, римлянки... І взори-меандри були принесені до Пелопоннесу, на узбережжя Егейського моря, на Крит оріанами п’ять тисяч років тому. Греки у наших предків запозичили спосіб будівництва храмів, творіння скульптур, меандрів. Навіть в VIII, IX, Х століттях візантійські письменники скаржаться на слов’янізацію Греції. Так, в одній географічній хрестоматії того часу сказано, що «весь Епір і майже вся Еллада, Пелопоннес і Македонія населені нині скіфськими слов’янами»  Там само [Архівовано 31 липня 2019 у Wayback Machine.].